# Don't Don
Don't Don è il secondo album della boy band coreana Super Junior. È stato pubblicato dalla SM Entertainment il 20 settembre 2007 in Corea del Sud. Abbastanza differente dal loro lavoro di debutto, Questo album si sviluppa intorno a melodie pop differenti, e principalmente su quelle che si avvicinano al Rhythm and blues ed alla dance pop. L'album ha venduto 60000 copie nella sua prima settimana di pubblicazione e 164058 copie sino alla fine di dicembre, diventando il secondo album più venduto del 2007. Sono stati pubblicati due nuove edizioni dell'album, una con tre nuove tracce ed un remix, ed un'altra contenente un nuovo remix ed un DVD.

## Tracce

### Versione 1
1. 돈 돈! (Don't Don) — 4:11
2. 소원이 있나요 (Sapphire Blue) — 3:24
3. You're my endless love (말하자면) — 4:32
4. 미워 (Hate U, Love U) — 3:47
5. Disco Drive — 4:07
6. Marry U — 3:18
7. I am — 3:30
8. 사랑이 떠나다 (She's gone) — 4:38
9. Missin' U — 3:43
10. 거울 (Mirror) — 4:01
11. 우리들의 사랑 (Our Love) — 3:48
12. Midnight Fantasy — 4:00
13. Thank you — 3:35
14. 아주 먼 옛날 (Song for you) (Bonus track) — 3:40

### Versione 2
1. 돈 돈! (Don't Don) — 4:11
2. 소원이 있나요 (Sapphire Blue) — 3:24
3. You're my endless love (말하자면) — 4:32
4. Marry U (New ver.) — 3:16
5. 갈증 (A Man In Love) — 3:32
6. Disco Drive — 4:07 — 3:17
7. 미워 (Hate U, Love U) — 3:47
8. I am — 3:30
9. 사랑이 떠나다 (She's gone) — 4:38
10. 마지막 승부 (The girl is mine) — 3:17
11. 거울 (Mirror) — 4:01
12. 우리들의 사랑 (Our Love) — 3:48
13. Missin' U — 3:43
14. Midnight Fantasy — 4:00
15. Thank you — 3:35
16. 갈증 (A Man In Love) (Remix ver.) — 4:35
17. 아주 먼 옛날 (Song for you) (Bonus track) — 3:40
18. Marry U (Japanese ver.) — 3:16 (Japanese edition only)

### Versione 2 inglese
1. Money, Money! (Don't Don) — 4:11
2. Do You Have A Wish (Sapphire Blue) — 3:24
3. You're my endless love (So To Speak) — 4:32
4. Marry U (New ver.) — 3:16
5. Thirst (A Man In Love) — 3:32
6. Disco Drive — 4:07
7. Hate (Hate U, Love U) — 3:47
8. I am — 3:30
9. Love Is Gone (She's gone) — 4:38
10. The Last Defeat (The girl is mine) — 3:17
11. Mirror (Mirror) — 4:01
12. Our Love (Our Love) — 3:48
13. Missin' U — 3:43
14. Midnight Fantasy — 4:00
15. Thank you — 3:35
16. Thirst (A Man In Love) (Remix ver.) — 4:35
17. A Very Distant Past (Song for you) (Bonus track) — 3:40

### Versione 3

#### CD
1. 돈 돈! (Don't Don) — 4:11
2. 소원이 있나요 (Sapphire Blue) — 3:24
3. You're my endless love (말하자면) — 4:32
4. Marry U (New ver.) — 3:16
5. Disco Drive — 4:07
6. 미워 (Hate U, Love U) — 3:47
7. I am — 3:30
8. 사랑이 떠나다 (She's gone) — 4:38
9. 거울 (Mirror) — 4:01
10. 우리들의 사랑 (Our Love) — 3:48
11. Missin' U — 3:43
12. Midnight Fantasy — 4:00
13. Thank you — 3:35
14. 아주 먼 옛날 (Song for you) (Bonus track) — 3:40

#### DVD
1. Marry U jacket sketch
2. Prologue
3. Relay Talk
4. Member Personal Story! Talk to Myself!
5. Epilogue
6. Don't Don MV Making Film
7. Don't Don MV
8. Marry U MV Making Film

## Singoli
- Don't Don (2007)
- Marry U (2007)